# 薩塔尼夫卡 (戈羅多克區)
49°16′20″N 26°15′50″E / 49.27222°N 26.26389°E
薩塔尼夫卡（烏克蘭語：Сатанівка）是位於烏克蘭西部的村莊，由赫梅利尼茨基州裡赫梅利尼茨基區的薩塔尼夫市鎮負責管轄。該村面積1.8平方公里，海拔高度277米，2001年人口581，人口密度每平方公里322.2人。